# Horst Heilmann (Widerstandskämpfer)

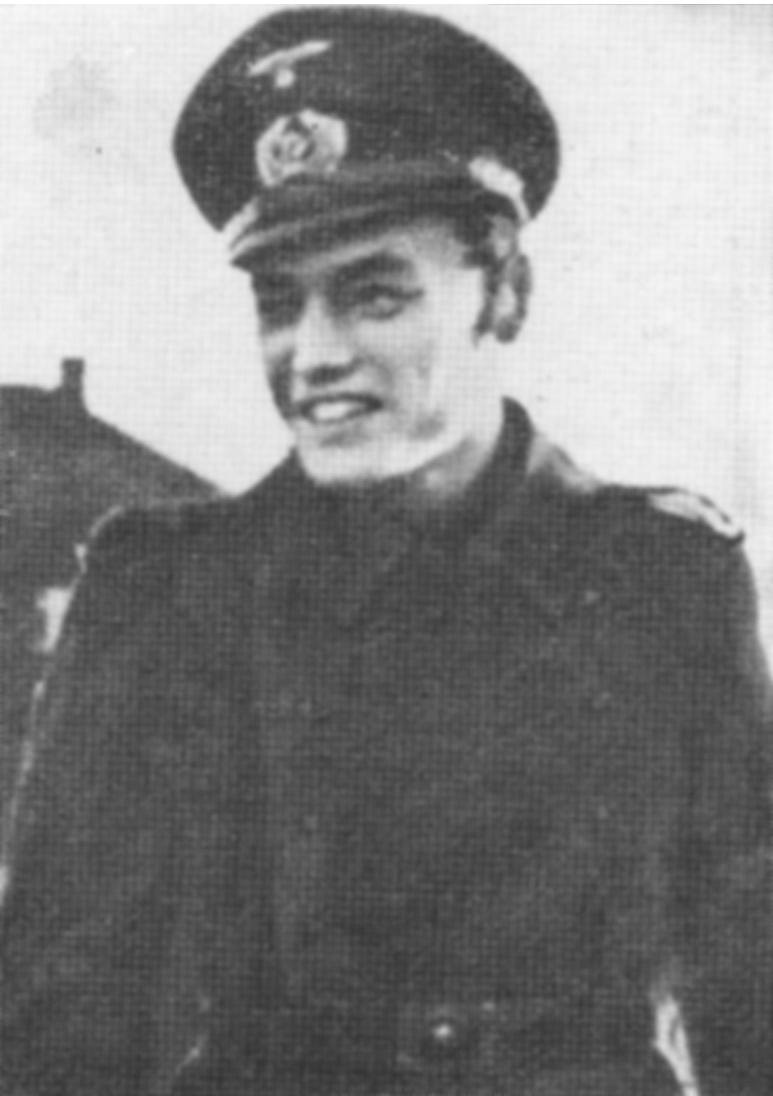
Horst Heilmann

Horst Heilmann (* 15. April 1923 in Dresden; † 22. Dezember 1942 in Berlin-Plötzensee) war ein deutscher Widerstandskämpfer gegen den Nationalsozialismus in der Berliner Widerstandsgruppe um Harro Schulze-Boysen.

## Leben
Heilmann wurde als Sohn des halleschen Stadtbaurates Jakob-Adolf Heilmann geboren. Nach dem Abitur wurde er zur Wehrmacht eingezogen und arbeitete dort beim OKH in der Einheit General der Nachrichtenaufklärung, Inspektion 7 Gruppe VI, zunächst in Referat 7, dann 1, dann, im August 1942, im Referat 12 – „Referat Vauck“ am Berliner Matthäikirchplatz 4, das Agentenfunk dechiffrierte. Er war dort zusammen mit Wachtmeister Alfred Traxl und anderen NS-Gegnern. Sein Einsatzort Berlin bot ihm die Möglichkeit, gleichzeitig ein Studium an der Auslandswissenschaftlichen Fakultät der Friedrich-Wilhelms-Universität  aufzunehmen. Dort hatte sich ab 1939/1940 ein reger Kreis widerständiger Dozenten und Studenten gesammelt, darunter neben Harro Schulze-Boysen und Horst Heilmann auch Professor Albrecht Haushofer und der Student Rainer Hildebrandt.
Über Schulze-Boysen, mit dem er an einer Diplomarbeit über Napoleon schrieb, kam er in Kontakt mit anderen Personen des Widerstands. Ende August 1942 erfuhr Heilmann auf seiner Dienststelle von entschlüsselten sowjetischen Funksprüchen mit den Namen von Harro Schulze-Boysen, John Graudenz, Arvid Harnack und Adam Kuckhoff und versuchte, mehrere von ihnen, darunter Libertas Schulze-Boysen, die Ehefrau von Harro Schulze-Boysen, zu warnen. Doch ab Ende August wurden weit über 120 Angehörige unterschiedlicher Gruppen, die über die dechiffrierten Funkmeldungen identifiziert werden konnten, verhaftet, unter ihnen auch Heilmann.
Heilmann wurde nach der Untersuchungshaft im Gestapo-Gefängnis Berlin-Spandau am 19. Dezember 1942 vom Reichskriegsgericht zum Tod verurteilt. Das noch nicht rechtskräftige Urteil wurde am 22. Dezember 1942 im Strafgefängnis Plötzensee mit einer für den militärischen Justizvollzug in Deutschland nicht vorgesehenen Methode durch Enthaupten vollstreckt.

## Ehrungen
- In Leipzig-Möckern ist die Horst-Heilmann-Straße nach ihm benannt, desgleichen in Berlin-Lichtenberg, Halle (Saale), Güsten-Amesdorf und Bernburg (Saale).
- Im Hof der Humboldt-Universität in Berlin-Mitte (Unter den Linden 6) wird sein Name auf der 1976 errichteten Gedenkwand genannt.[7] 2007 erfolgte eine weitere Würdigung der Humboldt-Universität für Horst Heilmann.[8]
- Rainer Hildebrandt erinnerte sich in seinen Memoiren: „Ich habe meine besten Freunde, Albrecht Haushofer und Horst Heilmann, im Nazi-Reich verloren“.[9]
- Peter Weiss setzte Horst Heilmann in seinem Roman Die Ästhetik des Widerstands ein literarisches Denkmal.
- Die DEFA verfilmte Episoden aus dem Leben von Horst Heilmann 1970 in KLK an PTX – Die Rote Kapelle. (Drehbuch: Wera und Claus Küchenmeister)
- Knud Romer schildert in seinem literarischen Bestseller Wer blinzelt, hat Angst vor dem Tod die enge Beziehung seiner Mutter, die nur mit Glück dem Nazi-Terror entkam, zu ihrem früheren Jugendfreund Horst Heilmann und dessen in Berlin-Plötzensee ermordeten Mitstreitern aus der Widerstandsgruppe «Rote Kapelle».[10]
- 1969 wurde er postum mit dem sowjetischen Orden des Vaterländischen Krieges II. Klasse geehrt.[11]